# Massimo Bartolini
Massimo Bartolini (Cecina, 9 dicembre 1962) è un artista italiano.

## Biografia e attività
Nato a Cecina, dove attualmente vive e lavora, Massimo Bartolini ha condotto la sua formazione artistica tra Firenze, dove ha studiato all'Accademia di Belle Arti, e Milano. 
Il suo lavoro è frutto di un'indagine sulla relazione tra uomo, natura e spazio architettonico. Gli ambienti reinventati, o addirittura creati, non vengono mai strutturati come luogo statico, ma piuttosto come una progressiva dimensione multisensoriale.
Le prime mostre in Italia risalgono alla prima metà degli anni novanta. Dopo pochi anni inizia a esporre all'estero: nel 2001 è al PS1 di New York con uno Special Project dal titolo Untitled (Wave) per il MoMA.  
Negli anni 2000 cura il restauro della Cappella Anselmetti, nel quartiere Mirafiori Nord (a Torino).
Tra le principali esposizioni personali vi sono quella alla Rotonda della Besana di Milano (Stanze e Segreti, 2000) al Museum Abteiberg di Mönchengladbach (2003), alla GAM di Torino (2005), al Museo Serralves di Porto (2007), al MAXXI - Museo nazionale delle arti del XXI secolo di Roma (2008), al Center of Contemporary Art di Toruń (2011), al MARCO di Vigo (2013), e al Museo Marino Marini di Firenze (2015). Nel 2020, con il progetto On Identikit, espone negli spazi della Chiesa dell'Abbazia di Parma, sede del CSAC.
Ha partecipato alla Quadriennale di Roma (1996, 2005, 2008) e a diverse rassegne internazionali, come la Biennale arte di Venezia, cui è invitato nel 1999, nel 2009 e nel 2013, la Triennale di Yokohama del 2011 e la tredicesima edizione di Documenta di Kassel, tenutasi nel 2012.
Nel 2022 prende parte alla mostra Crazy, curata da Danilo Eccher al Chiostro del Bramante di Roma. Sempre nel 2022, il Centro per l'arte contemporanea Luigi Pecci di Prato gli dedica una grande esposizione antologica.
Nel 2024 ha allestito il Padiglione Italia alla LX Esposizione internazionale d'arte di Venezia.